# Tianico
Tianico (em persa médio: tyd'nk; romaniz.: Tiyānag; em parta: ty'nk; romaniz.: Tiyānag; em grego clássico: Τιανικ; romaniz.: Tianik) foi um oficial persa do século III, ativo sob o xá Sapor I (r. 240–270). É conhecido só a partir da inscrição Feitos do Divino Sapor na qual aparece como sátrapa (governador) de Hamadã. Faz parte de um grupo de sete governadores só conhecidos a partir dessa inscrição, mas a julgar que está entre os dignitários da corte de Sapor, devia ter posição elevada. Essa ideia é reforçada por receber sacrifícios ordenados pelo rei. Na lista aparece em quinto entre os sátrapas e em trigésimo oitavo entre os dignitários. É possível que a casa da moeda de Hamadã, oriunda do Império Arsácida, ainda estava ativa em seu tempo.